# Nikolsk
Nikolsk (en rus Никольск) és una ciutat de l'óblast de Penza, a Rússia. Es troba al massís del Volga, a 104 km de Penza.

## Història
Nikolsk va fundar-se al lloc on abans hi havia els poblets de Nikólskoie i Pestrovka (1668-1680), per això s'anomenava Nikólo-Pestrovka. El 1928 va accedir a la condició d'assentament de tipus urbà i el 1954 al de ciutat.

## Demografia
| 1939   | 1959   | 1970   | 1979   | 1989   | 1992   | 2002   | 2007   | 2008   | 2010   |
| ------ | ------ | ------ | ------ | ------ | ------ | ------ | ------ | ------ | ------ |
| 10 100 | 15 400 | 20 700 | 23 600 | 26 871 | 27 300 | 24 061 | 24 100 | 24 100 | 22 471 |